# Regata (sastav)
Regata je heavy-rock sastav iz Zagreba osnovan 1983. godine.

## Povijest sastava

### Žuta minuta
Nakon što je napusti sastav Drugi način Nikola Gečević - Koce (vokal, gitara) zajedno s Brankom Bogunovićem (gitara),Darkom Vuksanom (gitara, vokal)  Hrvojem Grčevićem (bas-gitara) i Antom Gečevićem (bubnjevi), osniva heavy metal sastav Žuta minuta. Godine 1981. diskografska kuća Suzy objavljuje njihov studijski album pod nazivom Hey, vi. Ubrzo nakon izlaska albuma sastav prestaje s radom, a Gečević 1983. godine zajedno s Željkom Turčinovićem (bubnjevi) i Dariom Kumerleom (bas-gitara) osniva sastav Regata.

### Regata
Svojim prvim nastupima nagovijestili su da se radi o heavy-rock sastavu s erotičnim tekstovima. Prvi studijski album objavljen 1984. godine nazvan jednostavno Regata (Jugoton), obilježio je veliki hit (koji se sluša još i danas) "Andrea". Na žalost velika popularnost ove skladbe potisnula je u drugi plan njihove ideje na ostalom materijalu.
Drugi album pod nazivom Spavaj mi vještice izlazi 1986. godine. Na ovom albumu do izražaja su došle rock skladbe s mačo tekstovima. Nakon toga u sastavu dolazi do mnogih promjena u članovima, a u javnosti su sve manje zastupljeni. Godine 1990. objavljuju album Obuzdaj nagone, koji prolazi gotovo nezapaženo u javnosti. Tijekom godina u prvi plan dolazi osnivač i gitarist sastava Nikola Gečević te 1992. godine snima album Beatles Relax party, koji je posvećen legendarnoj britanskoj četvorki Beatlesima.
Krajem 1992. godine izdavačka kuća Croatia Records objavljuje kompilaciju na CD-u Odabrano 1981-1992, na kojoj se nalaze sve njihove veće uspješnice.

## Diskografija
- 1984. - Regata (Jugoton)
- 1986. - Spavaj mi vještice (PGP RTB)
- 1990. - Obuzdaj nagone (Jugoton)
- 1992. - Odabrano 1981-1992 (Croatia Records)

## Vanjske poveznice
- Biografija Regate na Svaštara.comu